# Шарнирно-сочленённый мини-погрузчик
Шарнирно-сочлененный мини-погрузчик (англ. articulated mini-loader) компактная многофункциональная универсальная техника, предназначенная для выполнения разнообразных работ в условиях ограниченности пространства. Многофункциональность шарнирно-сочлененного мини-погрузчика определяется, прежде всего, количеством используемого навесного оборудования.

## История

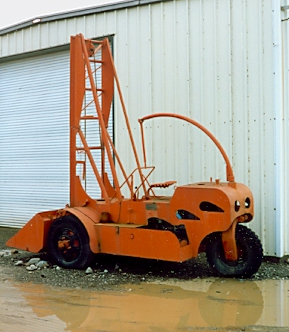
Первый колесный погрузчик Scoopmobile B. 1940 г

В начале XX века компания Ed Wagner & Sons Concrete Contractors из Портленда, штат Орегон, нуждаясь в механизации перевозки бетона, разработала уникальный автономный автобетоносмеситель, названный Миксермобилем (Mixermobile). В 1936 году для производства миксермобилей семья Вагнер основала производственную компанию Mixermobile Manufacturers. В попытках сделать загрузку ковша более эффективной, Mixermobile разработали один из первых в мире колесных погрузчиков, получивший название Scoopmobile. Scoopmobile отличался необычной трехколесной конструкцией (два колеса спереди и одно сзади) и управлялся поворотной рукоятью, как лодка.

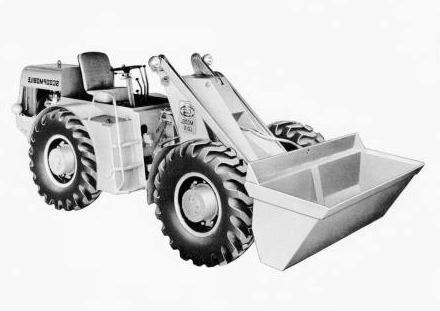
Первый шарнирно-сочлененный мини-погрузчик

Однако самый большой вклад Вагнеров в дело создания колесных погрузчиков произошел в 1953 году, когда они представили Scoopmobile моделей LD5 и LD10. Это были первые мире шарнирно-сочлененные погрузчики.

## Конструкция

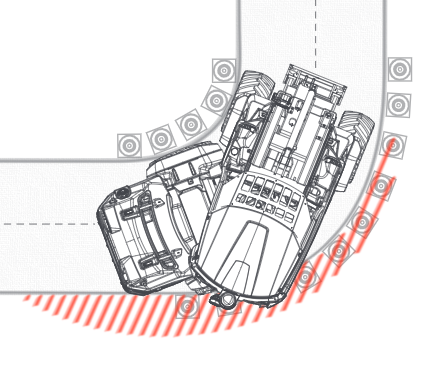
Схема поворота шарнирно-сочлененного мини-погрузчика

Безусловно за несколько десятков лет конструкция шарнирно-сочлененного погрузчика претерпела существенные изменения, неизменным осталась только шарнирно-сочлененная компоновка. Конструкция шарнирно-сочлененного погрузчика характеризуется наличием двух полурам, передней и задней, соединенных между собой шарниром. Поворот осуществляется в процессе движения и управления мини-погрузчиком, когда одна из полурам с помощью гидроцилиндра изменяет угол положения относительно другой в горизонтальной плоскости.
Таким образом, поворот мини-погрузчика осуществляется не углом установки колес, как это происходит у обычных колесных мини-погрузчиков, а изгибанием (переломом) надвое. Это дает возможность мини-погрузчику разворачиваться буквально «на пятачке», благодаря излому рамы достигаются малые радиусы поворотов, что особенно важно для техники, предназначенной для работы в стесненных условиях.
Как правило, подобные машины имеют гидростатическую трансмиссию, а самые современные шарнирно-сочлененные мини-погрузчики не имеют как таковых даже мостов — поток рабочей жидкости передается непосредственно через гидронасос на четыре колесных мотора.

## Преимущества шарнирно-сочлененной компоновки
- Конструкция шарнирно-сочлененного мини-погрузчика позволяет ему работать в максимально ограниченных пространствах, а малый вес и оригинальная амплитуда поворота максимально щадяще относиться к поверхности передвижения.
- Особенностью подобного вида техники является тот факт, что некоторые шарнирно-сочлененные мини-погрузчики способны поднимать грузы массой до 80 % их собственного веса[7].
- В отличие от мини-погрузчиков с бортовым поворотом обладают телескопической стрелой.
- Современные варианты шарнирно-сочлененных мини-погрузчиков также отличаются повышенной проходимостью, которая достигается путем перераспределения гидравлического масла между колесными гидромоторами.

## Навесное оборудование

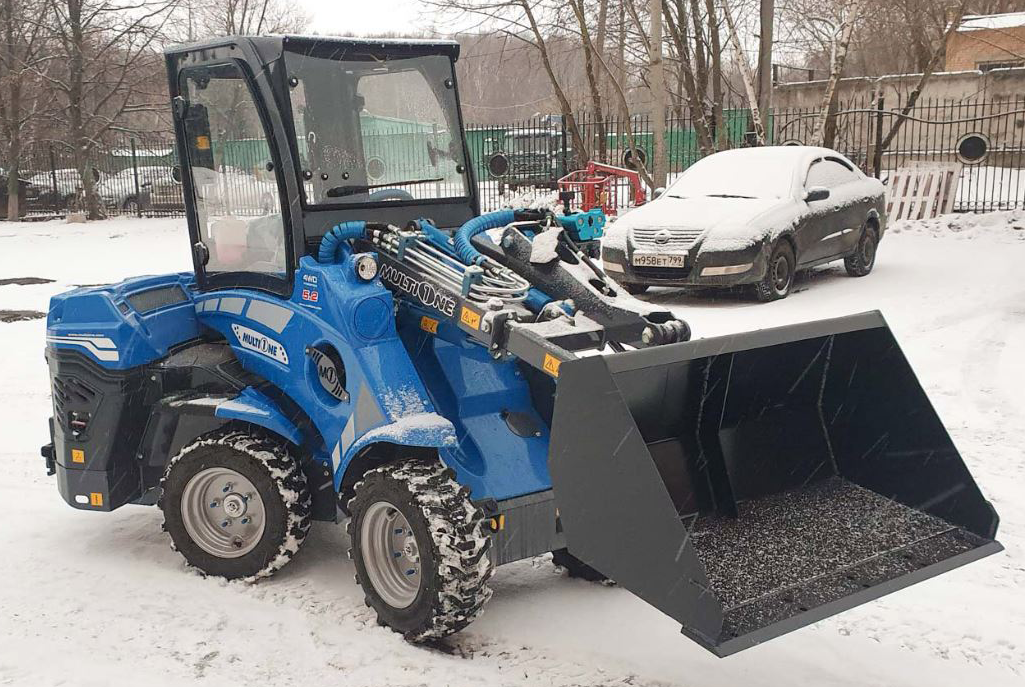
Современный шарнирно-сочлененный мини-погрузчик

Многофункциональность шарнирно-сочлененных мини-погрузчиков обусловлена в основном широким выбором навесного оборудования (более 170 видов). Очень условно навесное оборудование для мини-погрузчиков можно подразделить на 5 видов:
- оборудование для погрузочных работ (разнообразные ковши, челюстные, высокой выгрузки, увеличенного объема, паллетные вилы, телескопические подъемники, разнообразные вилы и захваты и т. д.);
- оборудование для сельского хозяйства (многочисленные захваты, кормораздатчики, скребки и т. д.);
- оборудование для строительства и земляных работ (отвалы, траншеекопатели, экскаваторы, гидровращатели, грейдеры, бетономешалки, гидромолоты и т. д.);
- оборудование для коммунальных работ (разнообразные щетки, пылесосы, отвалы, снегометатели, пескоразбрасыватели, мойки и т. д.);
- оборудование для ландшафтных работ (многочисленные косилки, кусторезы, аэраторы, распрыскиватели, бороны, плуги, удалители пней, измельчители древесины, пересадчики деревьев и многое другое).